# Governo Boros
Il governo Boross è stato il 64° esecutivo dell'Ungheria in carica per un totale di 6 mesi 24 Giorni, e il secondo della Repubblica d'Ungheria nata nel 1989. È stato istituito il 21 dicembre 1993 sotto la guida di Péter Boross, come coalizione del Forum democratico ungherese, del Partito dei piccoli proprietari uniti e del Partito popolare democratico cristiano. Si è formato dopo la morte in carica del primo ministro József Antall il 12 dicembre 1993, in occasione della quale l'allora ministro degli interni Boross divenne immediatamente primo ministro ad interim. Successivamente è stato confermato in carica con un voto di 201 membri del parlamento più di una settimana dopo. Il gabinetto è rimasto sostanzialmente invariato rispetto a quello di Antall, con l'eccezione di Imre Kónya che ha assunto l'ex incarico di ministro dell'Interno di Boross. Il governo fu sconfitto nelle elezioni parlamentari ungheresi del 1994, e successivamente Boross si dimise.

## Composizione
FDM
     EKGP
     KDNP
     Indipendente
| Carica                                                             | Titolare | Titolare | Titolare           | Partito      |
| ------------------------------------------------------------------ | -------- | -------- | ------------------ | ------------ |
| Presidente del consiglio dei ministri                              |          |          | Peter Boross       | FDM          |
| Ministro dell'Interno                                              |          |          | Imre Konya         | FDM          |
| Il Ministro degli Affari Esteri                                    |          |          | Geza Jeszenszky    | FDM          |
| Ministro delle finanze                                             |          |          | Ivan Szabo         | FDM          |
| Ministro dell'Industria e del Commercio                            |          |          | János Latorcai     | KDNP         |
| Ministro dell'agricoltura                                          |          |          | János Szabo        | EKGP         |
| Ministro della Giustizia                                           |          |          | Istvan Balsai      | FDM          |
| Ministro della Salute                                              |          |          | László Surjan      | KDNP         |
| Ministro della Cultura e della Pubblica Istruzione                 |          |          | Ferenc Madl        | Indipendente |
| Ministro della Difesa                                              |          |          | Lajos Für          | FDM          |
| Ministro del lavoro                                                |          |          | Bacio Gyula        | EKGP         |
| Ministro dei trasporti, delle comunicazioni                        |          |          | György Schamschula | FDM          |
| Ministro dell'Ambiente e dell'Acqua                                |          |          | János Gyurko       | FDM          |
| Ministro delle relazioni economiche internazionali                 |          |          | Bela Kadar         | FDM          |
| Ministero dei Servizi Segreti                                      |          |          | Tibor Fuzessy      | KDNP         |
| Ministero dei Risarcimento                                         |          |          | Ferenc Jozsef Nagy | EKGP         |
| Ministro alla guida del Comitato Nazionale per lo Sviluppo Tecnico |          |          | Erő Pungor         | indipendente |
| Ministero della Privatizzazione                                    |          |          | Tamás Szabo        | FDM          |

## Situazione Parlamentare
| Camera              | Collocazione | Partiti                                                                 | Seggi     |
| ------------------- | ------------ | ----------------------------------------------------------------------- | --------- |
| Assemblea nazionale | Maggioranza  | MDF (164),EKGP (44), KDNP (21)                                          | 229 / 386 |
| Assemblea nazionale | Opposizione  | Fidesz (21) MSZP (34), SZDSZ (92),FKGP (21),Alleanza Agraria (1),NI (9) | 167 / 386 |